# Marseillaise (1933)
Marseillaise byl francouzský lehký křižník třídy La Galissonnière. Křižník byl operačně nasazen v první fázi druhé světové války, po porážce Francie však zůstal podřízen vládě Vichistické Francie. Nečinně kotvil v Toulonu až do 27. listopadu 1942, kdy ho zde potopila vlastní osádka, aby nepadl do německých rukou. Po válce byla loď sešrotována.